# Leśniczówka Dąbrowa
Leśniczówka Dąbrowa – dawna osada leśna w Polsce, w województwie mazowieckim, w powiecie wyszkowskim, w gminie Rząśnik. 
1 stycznia 2024 nazwa miejscowości została zniesiona.
W latach 1975–1998 miejscowość administracyjnie należała do województwa ostrołęckiego.
Wierni kościoła rzymskokatolickiego należą do parafii św. Teresy od Dzieciątka Jezus w Porządziu.